# Yes (유닉스)
yes(예스)는 유닉스 및 유닉스 계열 운영 체제의 명령어의 하나로, 긍정적인 반응이나 사용자 지정 텍스트 문자열을 kill 시점까지 계속 출력한다.

## 사용례
다음의 명령어는 sudo apt가 foobar를 효과적으로 설치하기 위해 프롬프트 없이 y로 답변하도록 하는 구문이다.
```
$ yes | sudo apt install foobar
```